# Гейси, Джон Уэйн
Джон Уэ́йн Ге́йси-младший (англ. John Wayne Gacy, Jr, 17 марта 1942 — 10 мая 1994) — американский серийный убийца и насильник. В 1970-х годах похитил, изнасиловал и убил 33 молодых парней, пять из которых до сих пор не опознаны. Дело Гейси стало поворотным для американского общества: образ общественного деятеля, политического активиста, подрабатывающего на детских праздниках, скрывавший за собой клиническое бесчувствие и садистские наклонности. Пресса окрестила его «Клоуном-убийцей».
Подвал его дома в Норвуд-Парк в Дес-Плейнсе, штат Иллинойс был прозван «Могильником Гейси», но после ареста маньяка дом был снесён, так как навлёк на себя дурную славу. Многие считают, что Гейси стал прототипом клоуна Пеннивайза из романа Стивена Кинга «Оно». Терри Салливан, прокурор на судебном процессе Гейси, написал документальную книгу «Клоун-убийца. Дело маньяка Джона Гейси», рассказывающую об аресте, суде и психологическом портрете убийцы.

## Ранняя жизнь
Джон Уэйн Гейси-младший родился в день святого Патрика 17 марта 1942 года в Чикаго. Мать — Мэрион Элейн Робинсон (4 мая 1908 — 6 декабря 1989), отец — Джон Стэнли Гейси (20 июня 1900 — 25 декабря 1969). У Джона было две сестры: Джоан (1940 года рождения) и Кэрон (1944 года рождения). Семья была католиками, дети учились в католической школе. Отец Джона был машинистом и ветераном Первой мировой войны, а мать была домохозяйкой. Род Гейси имел датские и польские корни. Бабушка и дедушка Джона по отцовской линии писали свою фамилию, как «Гаца» или «Гака», они иммигрировали из польских земель в составе Германии.
Отец Джона был жесток, и часто применял физическое насилие по отношению к членам своей семьи, особенно часто доставалось маленькому Джону, к тому же Джон Стэнли Гейси был алкоголиком. Есть информация, что отец бил свою жену во время беременности Джоном. Его отец часто унижал Джона и словесно, называя «тупым», сравнивал его с сёстрами. Как вспоминал Джон, его избил отец, потому что он случайно сломал автомобильный двигатель, собранный отцом. В 6-летнем возрасте Джон украл из магазина игрушечный грузовик, за это отец снова избил его. Однажды за какую-то провинность отец даже убил любимую собаку мальчика. Мать пыталась защитить его от отца, но ей это особо не удавалось. На фоне ужасных отношений с отцом, у Джона начала формироваться сильная привязанность к матери, даже во взрослой жизни он приезжал к ней за советом, отцу это не нравилось, и часто он называл Джона «неженкой» и «маменькиным сынком», который «вероятно, станет гомосексуалистом». Несмотря на жестокое обращение со стороны отца, Джон любил и уважал его. Его отец хотел сделать из сына «настоящего мужчину»: водил на рыбалку, занимался «мужскими» видами спорта, но ему это не нравилось. Сам Джон был тружеником, в свободное время он подрабатывал в бакалейной лавке и разносил почту, но он не мог соответствовать завышенным стандартам своего отца.
Гейси дважды домогались: когда ему было 3 года, его домогалась умственно отсталая соседская девочка. Когда ему было 10 лет, его домогался друг отца, который работал водителем грузовика.
У Джона было слабое сердце, активные виды спорта ему были противопоказаны. В 1953 году Джон, играя на детской площадке, получил сильный удар качелями по голове, в его мозге образовался тромб, в течение 5 лет он страдал потерей сознания и эпилептическими припадками. У него была средняя успеваемость в школе, но это объяснялось тем, что он часто лежал в больницах. Из-за слабого здоровья он часто лежал в больницах, но отец не верил в его слабое здоровье, подозревая, что это всего лишь симуляции для завоевания внимания и сочувствия, однако его мать и друзья верили в обратное. В 1957 году у Джона случился аппендицит, и ему удалили аппендикс.
В возрасте 12 лет он вступил в движение скаутов, завёл друзей. Несколько раз показывал им женское бельё. Вообще, Гейси довольно часто воровал женское бельё, щупал и примерял его. Его отец, узнав об этом, бил его и заставлял носить бельё в школу. В подростковом возрасте осознал, что у него есть влечение только к мальчикам, но он начал встречаться с девочкой, однако после первого полового контакта с ней он упал в обморок. Особой популярностью в школе среди сверстников не пользовался, но его ценили учителя за его услужливость и исполнение любых поручений, самому Джону очень нравилось, когда его хвалили и ценили.

## Взрослые годы

### Переезд в Лас-Вегас
В возрасте 18 лет в 1960 году он становится помощником кандидата Демократической партии. Отцу это не нравилось, и он не упускал возможности оскорбить Джона. Однако это не помешало купить своему сыну машину с условием, что он будет за неё платить. Не вынеся постоянных упрёков со стороны отца, Джон в 1961 году уезжает в Лас-Вегас, хотя он и не окончил школу. Там он работает в службе скорой помощи. После он стал работником морга. Работал он три месяца. Он наблюдал, как вскрывают и бальзамируют трупы. Несколько раз ему сделали выговор, потому что он спал в гробах. Однажды он открыл гроб, там находилось тело умершего подростка, он раздел его и начал ласкать его тело. Вскоре Гейси осознал свои деструктивные действия, и что его желания выходят за рамки общественных норм. Начальство уволило его, потому что заметило на Джоне одежду умершего подростка.

### Возвращение домой и переезд в Спрингфилд
Гейси возвращается домой и поступает в Северо-западный бизнес-колледж Иллинойса. Закончив учёбу в 1963 году, он устраивается менеджером-стажёром в обувной компании Nunn-Bush. В 1964 его перемещают в Спрингфилд, там он работает продавцом. Вскоре его повышают до менеджера собственного отдела Nunn-Bush. В марте он знакомится со своей коллегой Мэрилин Майерс, и начинает с ней встречаться.
Параллельно с работой в обувной компании, Гейси начинает работать в молодёжной палате США, и вскоре он достигает статуса «Ключевого человека» в апреле 1964 года. В этом году у него произошёл второй гомосексуальный опыт. Его коллега по молодёжной палате напоил его алкогольными напитками, и пригласил его к себе домой. Там они занялись оральным сексом. В 1965 году Гейси становится вице-президентом молодёжной палаты Спрингфилда и занимает третье место по популярности в молодёжной палате в штате Иллинойс.

### Переезд в Ватерлоо
В сентябре 1964 года он женится на Мэрилин Майерс, и вместе с ней переезжает в Уотерлу, штат Айова. Отец Мэрилин покупает и предлагает Джону возглавить три ресторана сети KFC. Джон соглашается, пара начинает жить в доме родителей Мэрилин. За год Гейси зарабатывал 15.000 долларов и больше, стал видным членом Демократической партии. В подвале своего дома он оборудует клуб. В нём его сотрудники могли пить алкоголь, веселиться, играть в бильярд. В этом клубе Гейси начинает домогаться парней, перед этим он их опаивал алкоголем. Если жертва отказывала, то Джон останавливался, и объяснял свои действия проверкой на нравственность или простой шуткой.
В феврале 1966 года у пары рождается сын, через год в марте 1967 года у них рождается дочь. В июле 1966 года к Джону и Мэрилин приезжают родители Джона и там они гостят некоторое время. Отец, увидев какого успеха достиг его сын, извиняется за весь тот вред, который нанёс ему, жмёт ему руку со словами: «Сынок, я ошибался насчёт тебя».
Находясь в Ватерлоо, Джон вступает в её молодёжное движение. Обычно, после рабочего дня он встречался с её членами. В 1967 году Гейси вошёл в совет директоров молодёжного движения Ватерлоо. Было доказано, что Джон и некоторые члены молодёжного движения были замешаны в свинге, распространении порнографии, проституции, сбыте и распространении наркотиков.

## Первая серия преступлений

### Первый арест
В августе 1967 года он совершает насильственные действия сексуального характера в отношении 15-летнего Дональда Вурхиза, члена молодёжного движения. Заманив в дом, он опаивает его алкоголем, показывает фильмы порнографического характера, после этого Джон убеждает Дональда заняться с ним оральным сексом. Он делает то же самое в отношении нескольких мальчиков, среди них Эдвард Линч. Подросткам, с которыми он в дальнейшем занимался сексом, он говорил, что он проводит исследования на тему гомосексуализма, и платил им 50 долларов за участие.
В марте 1968 года Вурхиз сообщает отцу, что Гейси его изнасиловал. Отец Вурхиза сообщает об этом полиции. Полиция задерживает Джона, и обвиняет его в содомии над Вурхизом и попытке нападения на Эдварда Линча. Гейси отрицает все обвинения, и сообщает, что он готов пройти проверку на полиграфе. Проверку Гейси провалил: полиграф показал, что Джон нервничал, когда отрицал обвинения полиции. Гейси постоянно отрицал обвинения, и настаивал на том, что обвинения сфабрикованы и политически мотивированы. Несколько членов молодёжного движения поверили в его рассказ и начали поддерживать его. 10 мая 1968 года Гейси предъявляют обвинения в содомии.
30 августа 1968 Гейси убеждает одного из своих работников KFC Рассела Шрёдера напасть на Вурхиза, чтобы запугать его. В обмен на это Гейси обещал Расселу 300 долларов, Рассел соглашается. Заманив Вурхиза в парк, Рассел избивает его и брызгает в него из баллончика. Вурхизу удалось бежать. Он сообщает полиции об избиении, и говорит, что это сделал Шрёдер. На следующий день Рассела задерживают. Сначала он отрицал все обвинения, но потом сознался, что сделал это по просьбе Гейси. Джону выдвигают дополнительные обвинения.
12 сентября 1969 года он проходит психиатрическую экспертизу. Его обследовали двое врачей в течение 17 дней. Его признали вменяемым, и что он осознавал свои действия в момент совершения преступления, однако у него выявили антисоциальное расстройство личности, и что любая терапия бесполезна, и Джон — явная угроза обществу. В отчёте о психиатрической оценке Гейси было написано: «Самым поразительным аспектом результатов теста является полное отрицание пациентом ответственности за всё, что с ним произошло. Он может предоставить алиби на всё. Он представляет себя жертвой обстоятельств и обвиняет других людей, которые решили воспользоваться им … пациент пытается вызвать сочувственный ответ, изображая себя находящимся во власти враждебного окружения».

### Суд и заключение
7 ноября 1968 года Гейси признал себя виновным по одному обвинению (содомия в отношении над Вурхизом), однако отрицал другие обвинения, связанные с другими людьми. Джон сказал, что Вурхиз сам предложил заняться сексом и действовал из любопытства. Суд не поверил этому. 3 декабря суд признал его виновным и приговорил к 10 годам лишения свободы. Джон отбывал своё заключение в государственной тюрьме Анамос.
В этот же день его жена Мэрилин подаёт на развод. Она требует, чтобы ей предоставили дом и всё имущество пары, опеку над детьми, и что Джон должен будет выплачивать ей алименты. Суд удовлетворил её просьбы, 18 сентября 1969 года Мэрилин разводится с Джоном. Джон больше никогда не увидит свою жену и детей.
В тюрьме он становится образцовым заключённым — стал тюремным шеф-поваром, добился повышения заработной платы заключённым работающим в тюремной столовой, также он руководил несколькими проектами по улучшению содержания заключённых. В заключении Гейси заканчивает среднюю школу и получает диплом в ноябре 1969 года.

### Условно-досрочное освобождение
В июне 1969 года Гейси подал прошение об условно-досрочном освобождении, но получил отказ. В Рождество 1969 года отец Гейси умер от цирроза печени. Когда Джону сообщили об этом, он упал на пол и рыдал. Гейси отчасти винил себя в смерти отца, аргументируя это тем, что его позор в виде суда и заключения в тюрьму ухудшили здоровье отца. Он подал прошение начальству тюрьмы, чтобы он присутствовал на похоронах отца под надзором, но начальство отказало ему. В мае 1970 года он снова подал на условное освобождение. 18 июня Джона условно-досрочно освободили с 12-месячным испытательным сроком. В тюрьме он отбыл всего лишь 18 месяцев из своего 10-летнего срока заключения.
Условиями его досрочного освобождения были: переезд в Чикаго (Джон должен был жить в доме своей матери) и соблюдение комендантского часа в 22:00. 19 июня 1970 года Джон возвращается в Чикаго и устраивается поваром в местном ресторане.

### Повторные аресты
Во время условно-досрочного освобождения его дважды арестовывала полиция. Первый раз 12 февраля 1971 года: его обвиняют в изнасиловании подростка, сам подросток утверждал, что Джон заманил его в свою машину, отвёз в свой дом и попытался заставить заняться с ним сексом. Суд отклонил жалобу по причине неявки подростка.
Второй раз его задерживают 22 июня 1971 года: полиция обвинила его в сексуальном насилии. Подросток утверждал, что Гейси, показав значок шерифа, заманил его в свою машину и заставил заняться оральным сексом. Однако суд отклонил и эту жалобу, подросток пытался шантажировать Гейси. В октябре 1971 года его условно-досрочно освобождают. Совет по условно-досрочному освобождению штата Айова не узнал об инцидентах с Гейси.

### Покупка дома 8213 West Summerdale Avenue
На свои деньги и остаток одолжив у матери, Гейси покупает дом в населённом пункте Норридж в Нортвуд-Парк-Тауншип. Его дом находился по адресу: 8213 West Summerdale Avenue. В этом доме он проживал до своего ареста в 1978 году и там он совершил все убийства. Соседи хорошо относились к Джону и считали его полезным. Он часто одалживал соседям различные инструменты и бесплатно очищал снег. В период с 1974 по 1978 год он проводил летние вечеринки. На них были не только обычные люди, но и политики. В 1979 году его дом был снесён, чтобы убрать доказательства преступлений.

### Второй брак и развод
В августе 1971 года, после переезда к своей матери, Джон обручается с Кэролайн Хофф. У Кэролайн было две дочери. Поженившись 1 июня 1972 года, Кэролайн вместе с дочерями переезжает в дом Джона. Джон рассказал Кэролайн о своём тюремном заключении и о своей бисексуальности. Брак был шатким, пара часто скандалила. Кэролайн часто замечала, что Джон привозит в свой дом подростков, а в гараже часто находила гей-порно. Из-за постоянных скандалов Кэролайн попросила Джона о разводе, он согласился. 2 марта 1976 года Кэролайн и Джон развелись.

### Строительный бизнес
В 1971 году Джон основывает строительный бизнес PDM Contractors. Инициалы обозначали «Painting, Decorating, and Maintenance» («Малярные работы, отделка и техническое обслуживание»). Днём он работал в ресторане поваром, а вечером работал со своими контрактами. Джон сначала выполнял мелкие проекты: написание знаков, заливка бетона и косметический ремонт. Вскоре он начал выполнять более серьёзные проекты: дизайн интерьера, реконструкция, установка, сборка и ландшафтный дизайн. Уволившись из ресторана, Джон начал посвящать всё своё время строительному бизнесу. Строительный бизнес PDM Contractors расширился. В марте 1977 года Джон становится руководителем компании PE Systems. Эта компания специализировалась на ремонте и реконструкции аптек. Из-за различных проектов Джону приходилось уезжать в другие штаты. К 1978 году годовой доход PE Systems составлял более 200.000 долларов.

### Джон Уэйн Гейси-младший становится клоуном
В 1975 году Джон узнаёт о клоунском клубе под названием «Весёлый джокер». Члены этого клуба выступали на различных мероприятиях: сбор средств на различных парадах, приходили к детям в больницы и веселили их. В конце 1975 года Джон вступает в клуб. Он придумывает два образа: клоун «Пого» и клоун «Патчи». «Пого» был весёлым, а «Патчи» более серьёзным. Гейси выступал на различных мероприятиях: местные вечеринки, политические и благотворительные мероприятия, веселил детей в больницах.

### Политическая активность

Гейси с Розалин Картер

Гейси очень сильно интересовался политикой. Он был членом организации Демократической партии в Чикаго. Благодаря выполнению различных общественных работ он начал работать в комитете по уличному освещению Норвуд-Парк-Тауншип. В 1975 году его назначили директором по ежегодному параду в честь конституции Польши в Чикаго. С 1975 по 1978 годы он руководил этим мероприятием. Работая с очередным парадом, в 1978 году он сфотографировался с Розалин Картер, женой президента США Джимми Картера.

### Сексуальные домогательства и изнасилования
На свободе Гейси продолжал домогаться и насиловать подростков. Часто он это делал в отношении сотрудников своей компании. Обычно Джон предлагал за секс различные услуги: аренда автомобиля, деньги, продвижение по службе. В 1973 году он изнасиловал подростка. Джон вместе с подростком направился во Флориду, где он купил недвижимость. В гостиничном номере Джон изнасиловал его. После этого они возвращаются в Чикаго. Подросток отомстил Джону, избив его.
В мае 1975 года он нанял в свою компанию Энтони Антоннучи. В июле 1975 года Джон совершил неудачную попытку изнасилования Энтони. Он пришёл в дом Энтони. После просмотра фильма порнографического характера и выпитого алкоголя Джон напал на Энтони и сковал его руки наручниками, после этого Джон ненадолго ушёл из комнаты. Наручники были закреплены слабо, и Энтони смог освободиться от них. Когда Джон вернулся, Энтони напал на Джона, смог повалить его на пол, сковал руки наручниками. Джон обещал уйти из дома Энтони, если сам Энтони освободит его от наручников. Энтони это делает и Джон уходит.
26 июля 1976 года он подбирает на дороге Дэвида Крэма (18 лет). Джон нанимает его в свою компанию в этот же вечер. Дэвид переезжает в дом Джона. 27 июля 1976 года он попытался его изнасиловать, но неудачно. После выпитого алкоголя, он убеждает Дэвида надеть на руки наручники. После этого он сказал Дэвиду, что изнасилует его. Дэвиду удалось выбраться из наручников и оказать сопротивление. Через месяц он снова пытается его изнасиловать, но неудачно. 5 октября 1976 года он увольняется из PDM Contractors и переезжает. Однако периодически в течение 2 лет до 1978 года он продолжал подрабатывать у Джона. После ухода Крэма к нему переезжает его сотрудник 18-летний Майкл Росси. Он работал у Джона с мая 1976 года. В апреле 1977 года он съезжает из дома Джона.

## Убийства

### Способ действия

План захоронений тел жертв в подвале дома Джона Гейси

В период с 1972 года по 1978 год Гейси совершил 33 доказанных убийства. Тела 29 жертв он захоронил в подвале, 4 тела выбросил в реку. После ареста Гейси заявил, что всего в его доме побывали около ста пятидесяти мальчиков и юношей, большинство из которых он склонял к интимной связи за материальное вознаграждение. Иногда он только заводил с ними беседы, давал им жизненные советы, угощал едой и напитками, после чего или отпускал на улицу или предлагал заняться сексом. Согласно свидетельствам самого Гейси, в число жертв попадали те, кто вступал с ним в спор по поводу материального вознаграждения за предоставление сексуальных услуг и те, кто отказывались от секса и по его мнению, могли пойти в полицию и рассказать о сексуальных домогательствах. Гейси заманивал жертв в свой дом различными способами: предлагал работать в своей компании, предлагал алкоголь или наркотики. Имея при себе фальшивый значок полицейского, ряд из своих жертв Джон Гейси посадил в свой автомобиль и позже отвёз в свой дом, имитируя арест и поездку в полицейский участок. Многим жертвам перед нападением Гейси давал наркотические средства, алкогольные напитки и демонстрировал различные фокусы, в том числе фокус с наручниками. Будучи закованным в наручники, он с лёгкостью освобождался от них с помощью ключа, спрятанного между пальцами одной из рук, после чего предлагал жертве повторить фокус. После того как жертвы так или иначе были обездвижены, он приступал к пыткам. Джон подвергал своих жертв содомии, после насиловал посторонними предметами, тушил о жертв сигареты. После пыток Гейси душил своих жертв с помощью примитивной гарроты, сделанной из верёвки. Трупы своих жертв Джон Гейси хоронил в могилах глубиной около 40 см, вырытых в подвале дома, где были расположены коммуникационные сооружения и вертикальные несущие конструкции дома. Высота подвала варьировалась от 60 до 90 см, вследствие чего Гейси приходилось передвигаться в подвале ползком и рыть могилы своими руками. Перед тем как похоронить жертву, Гейси в некоторых случаях оставлял во рту жертвы кляп, сделанный из их нижнего белья. Четыре тела Джон выбросил в реку Дес-Плейнс, расположенную примерно в семидесяти пяти милях к югу от Чикаго. После ареста Гейси заявил, что во время одной из поездок с трупом в багажнике автомобиля по пути к мосту он подобрал автостопщика, который предложил ему секс в обмен на деньги. По словам Гейси, он планировал убить парня возле моста и также сбросить его труп в реку, но в последний момент отказался от совершения убийства. Почти все, за исключением двух жертв, были убиты в промежутке между 3:00 и 6:00 утра. Некоторые жертвы были похоронены в непосредственной близости друг к другу, вследствие чего полиция предположила, что несколько человек были убиты и похоронены почти одновременно. Впоследствии Гейси подтвердил, что несколько раз убивал более одного парня за день.

### Первое убийство

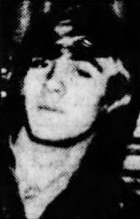
Тимоти Маккой

Первое убийство произошло 3 января 1972 года. 2 января Джон был на выставке ледяных скульптур в Чикаго. После выставки он заметил на Чикагском автовокзале молодого парня, после чего познакомился с ним и пригласил его к себе домой. В доме Гейси они курили марихуану, употребляли спиртные напитки, после чего занимались сексом. На следующее утро Джон заметил парня в своей комнате с ножом. Джон испугался и подумал, что он хочет его убить. Завязалась драка, в ходе которой Джон убивает свою первую жертву двумя ударами ножа. Гейси моет нож в ванной, после этого входит на кухню. Он увидел накрытый стол и неприготовленные яйца с беконом. Джон понял, что парень готовил завтрак, а не пытался его убить. Свою первую жертву Гейси похоронил в подвале дома. После того, когда его вторая жена переехала к нему и пожаловалась на запах, исходящий из подвала, он воспользовался случаем, когда она была за городом, чтобы раскопать могилу и залить её бетоном. После ареста Гейси не смог вспомнить имя парня, вспомнив только то, что ему было около 16 лет, и он подобрал его на автовокзале, где останавливались автобусы компании Greyhound Lines, благодаря чему личность его первой жертвы не была установлена, и он несколько последующих лет проходил в уголовном деле под кодовым именем «Парень из автобуса» (англ. «Greyhound Bus Boy»). Лишь в мае 1986 года, на основании стоматологических рентгеновских снимков в ходе судебно-медицинской экспертизы личность жертвы была установлена. Им оказался 16-летний Тимоти Джек Маккой, житель города Гленвуд, (штат Айова), который проводил рождественские каникулы на территории штата Мичиган и 2 января 1972 года возвращался домой.

### Второе убийство
Вторая жертва Мартин Малфой. Труп молодого человека был захоронен Гейси на заднем дворе его дома. Это была предпоследняя жертва, чьи останки были впоследствии эксгумированы. Гейси также не смог вспомнить имя этого парня, но вспомнил, что он был первой жертвой, которую он задушил. Он заявил, что после убийства спрятал тело в шкаф, где оно находилось несколько часов. По его свидетельству, в этот период изо рта и носа убитого стали вытекать физиологические жидкости, которые испачкали его ковёр. Впоследствии, для предотвращения этого, Гейси всем своим последующим жертвам после убийства вставлял в рот кляп, сделанный из носков, нижнего белья и другой различной ткани. Судебный антрополог на основании результатов судебно-медицинской экспертизы установил то, что жертвой являлся молодой парень Мартин Малфой среднего роста, находящийся в возрасте 16 лет.

### Третье убийство (Джон Буткович)

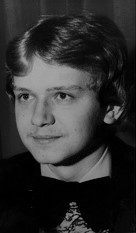
Джон Буткович

31 июля 1975 года он убивает свою третью жертву, Джона Бутковича. Буткович работал в компании Гейси. 29 июля, за день до убийства, он жалуется Гейси за невыплату заработной платы за последние две недели. Гейси заманил юношу в свой дом под предлогом разговора о просроченной зарплате. В своём доме Джон угощает Бутковича алкоголем, позже сковывает ему руки наручниками, пытает и убивает путём удушения. Труп Бутковича он хоронит в своём подвале, предварительно залив тело бетоном.
Полиция объявляет о пропаже мальчика. Джон Гейси предлагает помощь отцу Джона Бутковича в поисках его сына. Полиция позвала Джона на допрос. Он соврал, сказав, что Буткович вместе с двумя друзьями пришли к нему поговорить о просроченной зарплате. В споре им удалось достичь компромисса и трое уехали. Родители Бутковича начали подозревать Джона в исчезновении Бутковича, и из-за этого они около 87 раз звонили в полицию с целью проверки Гейси.

### С 1976 по 1978
С 1976 по 1978 Гейси совершил ещё 30 убийств. После развода с женой он стал жить один, и многие соседи Джона заметили изменения в его поведении: они видели Джона с молодыми людьми, одна соседка слышала приглушённые крики. Однако, несмотря на это, Джон всё ещё оставался весёлым и общительным человеком.

### Убийства в 1976 году
После развода со второй женой, 6 апреля 1976 года, Джон похищает и убивает Даррела Самсона. 14 мая он похищает и убивает сразу двух человек: Рэндалла Рэффетта и Сэмюэла Стэплтона.
3 июня Гейси убил Майкла Бонина. 13 июня он убивает Уильяма Кэрролла.
5 августа он убивает Джеймса Хакенсона. 6 августа он убивает Рика Джонстона. С августа по октябрь он убил ещё двух человек, они до сих пор не опознаны.
24 октября он убил Кеннета Паркера и Майкла Марино. 26 октября он убивает Уильяма Банди. 1 декабря он убил Фрэнсиса Александра.
12 декабря он убивает сотрудника своей компании PDM Contractors Грегори Годзика. После его исчезновения родители Грегори и его девушка отправились в дом к Джону Гейси, для того чтобы поговорить об исчезновении Грегори, но он заявил им о том, что Грегори намеренно сбежал из дома. Бумажник Годзика с удостоверением его личности был обнаружен в доме Гейси после его ареста. Годзик был одним из работников, которых Гейси привлекал для работ по углублению подвала и рытью траншей в подвале, которые он использовал в качестве могил для захоронения будущих жертв. Впоследствии Гейси утверждал, что Годзик сам вырыл себе могилу, так как был похоронен в одной из траншей, которую он выкопал незадолго до своей смерти по указанию Джона.

### Убийства в 1977 году
20 января он убивает Джона Шика. 15 марта он убивает Джона Престижа. Трупы Шика и Престижа Гейси хоронит рядом с телом Грегори Годзика. Рядом с телом Джона Престижа, в северо-восточном углу подвала Джон Гейси похоронил ещё одну жертву, личность которой так никогда и не была установлена. Исходя из места расположения могилы и обстоятельств других убийств, следствие предположило, что неопознанная жертва была убита Гейси в промежутке между декабрём 1976 года и мартом 1977 года. Во время эксгумации останков убитого был обнаружен брелок для ключей с именем «Грег», вследствие чего следствие предположило, что именем убитого было Грегори. Судебный антрополог на основании результатов судебно-медицинской экспертизы установил, что жертвой являлся молодой человек, находящийся на момент гибели в возрасте 22—32 лет и получивший при жизни перелом носа.
В промежутке между мартом и июлем 1977 года он убивает мужчину, его до сих пор не опознали. 5 июля он убивает Мэтью Боумана.
5 августа полиция арестовала Майкла Росси (сотрудника компании Гейси) за кражу бензина. Выяснилось, что он ехал на машине Джона Шика. Гейси вызвали на допрос в качестве свидетеля. Он соврал, сказав, что Шик продал машину ему, чтобы заработать денег и уехать из Чикаго.

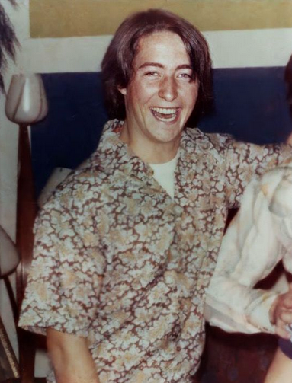
Джон Мауэри

15 сентября он убивает Роберта Гилроя. 25 сентября он убивает Джона Мовери.
17 октября он убивает Рассела Нельсона.
10 ноября он убивает Роберта Уинча. 18 ноября он убивает Томми Болинга.
9 декабря он убил Дэвида Талсму. 30 декабря он похитил Роберта Доннелли. В своём доме Джон его насиловал, пытал. Однако Джон его не убил. Он отпустил его, сказал, что в случае, если он сообщит об этом в полицию, то ему не поверят.

### Убийства в 1978 году
Доннелли сообщил полиции об изнасиловании со стороны Гейси. Джона вызвали на допрос. Ему удаётся убедить полицию в том, что секс был по обоюдному согласию, полиция обвинений в его сторону не предъявила.
16 февраля он убил Уильяма Киндреда.

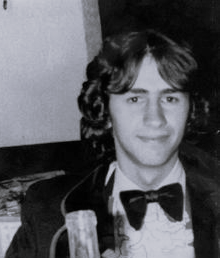
Джеймс Маццара

21 марта он похищает и отвозит в свой дом Джеффри Ригнала. Он его насилует и пытает. После этого он отвёз ещё живого Джеффри в Линкольн-парк и оставил его там. Джеффри сообщает обо всём полиции. Джона арестовывают и он предстаёт перед судом за нанесение побоев Рингалу.
В подвале Гейси уже не оставалось места для складирования тел. Он выбросил 4 тела в реку.
В июне он убивает Тимоти О’Рурка. Тело было выброшено в реку.
4 ноября он убил Фрэнка Лендингина. 24 ноября он убил Джеймса Маццару.

### Последнее убийство (Роберт Пист)

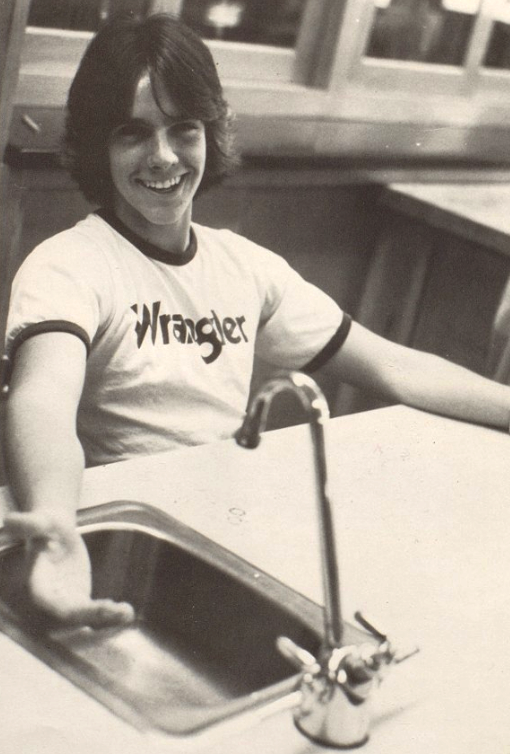
Роберт Пист

11 декабря Джон приехал в Дес-Плейнс. Он вошёл в аптеку с целью поговорить с её владельцем о её ремонте. В этой аптеке работал Роберт Пист. В 21:00 мать Роберта приехала за ним. Роберт сказал матери, что он придёт позже. Он сказал ей, что он будет говорить с Гейси об устройстве на работу в его компанию. В 22:00 Гейси привёз его в свой дом, где они поговорили о возможности трудоустройства юноши в его компанию. Впоследствии Гейси заявил, что в ходе беседы поинтересовался у Писта о наличии у него желания зарабатывать хорошие деньги весьма сомнительными способами, намекая на занятие проституцией, но Пист ответил отказом. Позже тем же вечером он обманом убедил Роберта надеть наручники, после чего начал пытать его и угрожать изнасилованием. Согласно свидетельству Гейси, во время пыток и издевательств он надел на шею Писту петлю, сделанную из верёвки, но не затянул её, после чего отлучился из-за телефонного звонка и оставил Писта в таком виде на несколько минут. Гейси утверждал, что после нескольких минут разговора по телефону со своим партнёром по бизнесу он вернулся в спальню и обнаружил на полу комнаты умершего Роберта Писта, который в его отсутствие задохнулся.

## Расследование

### Начало
Мать Роберта подала заявление о пропаже сына в полицейский участок Дес-Плейн. Расследование начал вести Джозеф Козенчак. Владелец аптеки, где работал Роберт, сказал, что он видел его с Гейси, Роберт хотел поговорить с ним о работе в его компании. Козенчак начал изучать жизнь Гейси, и узнаёт, что Джон сидел в тюрьме за содомию и нанесение побоев.
13 декабря Козенчак вместе с другим полицейским посещает Гейси. Джон подтвердил, что он заходил в аптеку и разговаривал с Пистом, но не предлагал ему работу, также он заявил, что после 20:00 он снова вернулся в аптеку, чтобы забрать записную книжку. Гейси заявил, что он готов прийти в полицейский участок, чтобы подтвердить свои слова. 14 декабря он посещает полицейский участок. Гейси говорил, что он не предлагал Роберту работу в своей компании и отрицал причастность к его исчезновению. Также он говорил, что владелец аптеки сообщил Джону об оставленной в аптеке записной книжке. Владелец аптеки сообщил полиции, что звонка не было.

### Первый ордер на обыск
Полиция начала подозревать Джона в похищении и удержании Роберта в неволе в своём доме. 13 декабря полиция Дес-Плейн получает ордер на обыск. В ходе обыска были обнаружены полицейские значки, пистолет, шприцы с иголками, наручники, книги на тему педофилии и гомосексуализма, порнографические фильмы, фаллоимитаторы, валиум, атропин, квитанция из фотоателье и аптеки Nisson, где работал Роберт Пист.
Вопреки распространённому мнению, сотрудники полиции спустились в подвал дома Джона Гейси и осмотрели его ещё 13 декабря 1978 года, во время первого обыска. По свидетельствам сотрудников полиции, несмотря на запах, исходящий от разлагающихся тел, личинок мух и насекомых обнаружено не было, земля в подвале оказалось сухой и рыхлой, а сам подвал был пуст. В действительности Джон Гейси тщательно ухаживал за состоянием подвала. Для откачки грунтовых вод он установил в подвале насос, а все места захоронений сравнял с уровнем земли, вследствие чего полиция во время первого осмотра не обнаружила ничего подозрительного.

### Слежка
Полиция конфисковала автомобиль Джона и автомобили его компании PDM. За Джоном начинается активная слежка. За ним следят две группы, численностью по двое в каждой группе. Гейси всё ещё оставался довольно общительным и приветливым человеком. Он часто приглашал полицейских в ресторан или бар, при разговоре с ними он всегда отрицал причастность к исчезновению Писта. 16 декабря полиция пригласила на допрос бывшего сотрудника PDM Дэвида Крэма, чтобы больше узнать о Гейси. Крэм описал Гейси, как труженика, который домогался. 17 декабря полиция пригласила на допрос Майкла Росси. Он подтвердил, что Гейси продал ему машину Джона Шика, которую он купил у Шика. В этот же день полиция обследует машину Джона. Обследовав машину, полиция обнаружила волосы. Вечером полиция при помощи поисковых собак обследовали конфискованные машины на присутствие Писта. Одна из собак легла на пассажирское сиденье автомобиля Гейси, что подтверждало присутствие Писта в машине.

### Иск против полиции
Гейси 18 декабря поехал в офис своих адвокатов, чтобы подготовить гражданский иск на 750 000 долларов против полиции Де-Плейн с требованием прекратить слежку. Проведя проверку, полиция выяснила, что квитанция, найденная в ведре Джона при обыске, принадлежала подруге Роберта Ким Байерс. 19 декабря полиция связывается с ней. В ходе разговора с ней полиция узнаёт, что Роберт захотел поговорить с Гейси. Полиция узнала, что Гейси врал, говоря им, что он не разговаривал с Пистом.

### Второй ордер на обыск
19 декабря полиция начинает сбор улик для второго обыска. 20 декабря адвокаты Джона выдвинули против полиции Дес-Плейн иск о слежке за Гейси. Слушание запланировано на 22 декабря. 20 декабря следователи вызвали на допрос Дэвида Крэма и Майкла Росси. На допросе Козенчак спрашивает у него, где Гейси спрятал тело Писта. Росси говорит, что Гейси спрятал в подвале тело Писта, а машина Джона Шика была не куплена, а украдена. Росси прошёл проверку на полиграфе. При проверке Росси отрицал причастность к исчезновению Писта. Крэм сознался полиции, что Гейси пытался изнасиловать его.
20 декабря Гейси приехал в офис своего адвоката. Он просит у адвоката алкоголя. Выпив, он признаётся адвокату в убийстве 30 человек.

## Арест
Опасаясь, что Джон может совершить самоубийство, полиция решила арестовать его и предъявляет обвинение в распространении наркотиков. Полиция запрашивает второй ордер на обыск с целью выявления наркотиков. Полиция начинает обследовать дом Джона. Несколько полицейских спускается в подвал, после чего начинают копать и обнаруживают человеческие останки.
После обнаружения трупов Гейси 22 декабря признаётся в убийстве 30 человек. Гейси признаётся и в убийстве Писта, его тело он выбросил в реку. 23 декабря полиция доставила его к мосту I-55 в Дес-Плейн, чтобы он смог указать точное место выброски тела Писта и ещё четырёх человек. Благодаря показаниям Гейси полиция смогла найти 33 трупа, 5 из них не идентифицированы до сих пор.

## Суд
6 февраля 1980 года он предстал перед судом по обвинению в 33 убийствах. Его судили в округе Кук, штат Иллинойс. Он прошёл психиатрическую проверку, чтобы выяснить, действительно ли Гейси во время убийств был вменяем или невменяем. Джон пытался убедить врачей, что у него раздвоение личности, и убивал не он, а его альтер эго — злой Джек Хенли. Врачи защиты подтвердили, что у Гейси раздвоение личности и параноидная шизофрения.
Прокуроры доказывали, что Гейси вменяем и он осознавал свои действия. Прокуроры представили врачей со стороны обвинения, которые подтвердили, что Гейси совершал убийства преднамеренно, и они опровергли утверждение о раздвоении личности.
21 декабря выступил Джеффри Рингалл, он сказал, что Гейси не мог контролировать себя. 29 февраля выступил Дональд Вурхиз. Он рассказал, как Гейси его изнасиловал, и пытался отговорить его от дачи показаний полиции, и что Джон нанял сотрудника KFC, чтобы тот избил его. 6 марта выступил Роберт Доннелли, он тоже рассказал, как Гейси его изнасиловал и пытал.
13 марта 1980 года после 2 часов обсуждения присяжные признали Гейси виновным. Его приговорили к смертной казни. Находясь в камере смертников в исправительном центре Менар, он проводил большую часть своего времени за рисованием. Первоначально казнь должна была состояться 2 июня 1980 года.

## В камере смертников

### Нападение
После суда Гейси переводят в тюрьму Менард. В ней он 14 лет ожидал казни.
15 февраля 1983 года его и другого заключённого пытался убить заточкой Генри Брисбон, но ему это не удалось. Оба выжили и отделались лёгкими ранениями. После этого инцидента их перевели в тюремную больницу.

### Апелляции
Находясь в тюрьме, Гейси подавал многочисленные апелляции, большинство было отклонено. Он утверждал, что 28 убийств были совершены не им, а его сотрудниками, а остальные 5 — им. В середине 1984 года Верховный суд штата Иллинойс назначил казнь на 14 ноября 1984 года. Гейси подал апелляцию, 14 марта 1985 года она была отклонена. Джон смог обжаловать решение 1985 года о казни. 29 сентября 1988 года Верховный суд назначил новую дату казни — 11 января 1989 года. В 1993 году Верховный суд отклонил последнюю апелляцию, суд назначил дату казни — 10 мая 1994 года.

Одна из картин Гейси, написанная в тюрьме.

## Казнь
9 мая его перевозят в исправительный центр города Крест-Хилл. В этой тюрьме ему разрешают провести пикник с семьёй. 10 мая состоялась казнь. Перед казнью он поел: дюжину жареных креветок, картофель фри, свежую клубнику и диетическую колу из KFC. После этого его повели в помещение для казни и казнили с помощью инъекции. Его последние слова были: «Поцелуйте меня в задницу!» (Kiss my ass)
За несколько часов до казни перед тюрьмой собралась толпа, ожидающая исполнения приговора. После исполнения приговора она начала ликовать и веселиться.
После того, как смерть Гейси была подтверждена в 12:58 утра 10 мая 1994 года, его мозг был удалён, а тело кремировано и развеяно.

## Жертвы
Преступления Джона Гейси совершались в период с января 1972 года по декабрь 1978 года. По словам убийцы, он не помнил точного количества жертв. Возможно, что их общее число 45, но доказано только 33 убийства, пять тел не опознаны. Так как Гейси хранил трупы в земле, они начали гнить, из-за чего соседи постоянно жаловались на дурной запах, члены семьи начали замечать появление жуков и мошек в доме. Поэтому Гейси посыпал землю подвала известью, чтоб они быстрее разлагались. Некоторых жертв, таких как Тимоти Маккой, Джеймс Хакенсон, Майкл Марино и Уильям Банди, было очень трудно определить. Однако возникали идентификационные споры, связанные с одной из опознанных жертв. В 2012 году анализы ДНК, проведённые на останках, идентифицированных как Майкл Марино, показали, что они были опознаны неправильно. Сама мать Майкла сомневалась в идентификации своего сына из-за найденной одежды на трупе, она утверждает, что он был одет в другое, когда пропал без вести. Также рентген зубов оказался спорным, на снимке показаны все его моляры, в то время как последний рентген, сделанный тогда живому Майклу, за несколько недель до исчезновения показал, что второй моляр не прорезался. Но ортодонт, опознавший Майкла Марино, убеждён в их достоверности. Возникали вопросы о других возможных жертвах Гейси. В 2013 году был проведён очередной обыск бывшей собственности Гейси, использовались служебные собаки, службы ФБР и специальные устройства, однако обыск ничего не дал.
| №  | Имя               | Возраст | Дата исчезновения/смерти | Место обнаружения   |
| -- | ----------------- | ------- | ------------------------ | ------------------- |
| 1  | Тимоти Маккой     | 16      | 03.01.1972               | Подвал в доме Гейси |
| 2  | Мартин Малфой     | 16      | 05.01.1974               | Задний двор         |
| 3  | Джон Буткович     | 18      | 31.07.1975               | Гараж               |
| 4  | Даррел Самсон     | 18      | 06.04.1976               | Столовая            |
| 5  | Рэндалл Реффертт  | 15      | 14.05.1976               | Подвал              |
| 6  | Сэмюэль Стэплтон  | 14      | 14.05.1976               | Подвал              |
| 7  | Майкл Боннин      | 17      | 03.06.1976               | Подвал              |
| 8  | Неизвестен        | 23—28   | Июнь — август 1976       | Подвал              |
| 9  | Уильям Кэрролл    | 16      | 13.06.1976               | Подвал              |
| 10 | Неизвестен        | 20—22   | Август — октябрь 1976    | Подвал              |
| 11 | Неизвестен        | 15—24   | Август — октябрь 1976    | Подвал              |
| 12 | Джеймс Хакенсон   | 16      | 05.08.1976               | Подвал              |
| 13 | Рик Джонстон      | 17      | 06.08.1976               | Подвал              |
| 14 | Кеннет Паркер     | 16      | 24.10.1976               | Подвал              |
| 15 | Майкл Марино      | 14      | 24.10.1976               | Подвал              |
| 16 | Уильям Банди      | 19      | 26.10.1976               | Подвал              |
| 17 | Фрэнсис Александр | 21      | 01.12.1976               | Подвал              |
| 18 | Грегори Годзик    | 17      | 12.12.1976               | Подвал              |
| 19 | Джон Шик          | 19      | 20.01.1977               | Подвал              |
| 20 | Неизвестен        | 17—21   | Март — июль 1977         | Подвал              |
| 21 | Джон Престиж      | 20      | 15.03.1977               | Подвал              |
| 22 | Мэтью Боуман      | 19      | 05.07.1977               | Подвал              |
| 23 | Роберт Гилрой     | 18      | 15.09.1977               | Подвал              |
| 24 | Джон Мауэри       | 19      | 25.09.1977               | Подвал              |
| 25 | Рассел Нильсон    | 21      | 17.10.1977               | Подвал              |
| 26 | Роберт Уинч       | 16      | 10.11.1977               | Подвал              |
| 27 | Томми Болинг      | 20      | 18.11.1977               | Подвал              |
| 28 | Дэвид Толсма      | 19      | 09.12.1977               | Подвал              |
| 29 | Уильям Киндред    | 19      | 19.02.1978               | Подвал              |
| 30 | Тимоти О’Рурк     | 20      | 16 — 23.06.1978          | Река Дес-Плейнс     |
| 31 | Фрэнк Ландингин   | 19      | 04.11.1978               | Река Дес-Плейнс     |
| 32 | Джеймс Маццара    | 20      | 24.11.1978               | Река Дес-Плейнс     |
| 33 | Роберт Пист       | 15      | 11.12.1978               | Река Дес-Плейнс     |

## Отражение в массовой культуре

### В кино
- В фильме «Интервью с призраком» действие происходит в особняке Джона Гейси, где происходят паранормальные вещи[18]. Сам призрак Джона Гейси появляется в конце фильма, хотя в целом фильм имеет документальный характер.
- Прижизненно, в 1991 году о Гейси был снят фильм «Поймать убийцу».
- В американском полнометражном анимационном фильме «Южный Парк: Большой, длинный, необрезанный» — когда Кенни Маккормик попадает в ад, его встречает мертвец с головой Джона Гейси в образе клоуна.
- В популярном мультсериале «Южный Парк»; в эпизоде 412, когда дети вспоминают события третьего класса, можно увидеть, как Кенни Маккормик делает из блёсток картину, изображающую серийного убийцу.
- В мультипликационном сериале «Южный Парк» — в эпизоде «Ад на Земле 2006» Джон Гейси выступает как одно из действующих лиц — подручных Сатаны.
- В 2003 году вышел фильм «Могильщик Гейси», который был выпущен сразу на видео.
- В 2010 году американский режиссёр Форд Остин снял фильм «Дамер против Гейси», в котором маньяк (наряду с другим известным серийным убийцей, Джеффри Дамером) был воскрешён к жизни при помощи генетического эксперимента.
- В 2010 году режиссёр из Югославии Светозар Ристовский снял картину «Уважаемый мистер Гейси»[19], роль Гейси сыграл Уильям Форсайт.
- В сериале «Побег» главный герой Линкольн содержится в камере, где содержался Гейси.
- В 2015 году режиссёрами Райаном Мёрфи и Брэдом Фэлчак снят 5-й сезон «Американская история ужасов», в котором Джон Гейси выступает как маньяк, один из приглашённых на «Ночь дьявола» в отель «Кортез» персонажем Эвана Питерса — Мистером Марчем.
- В сериале «Металлопокалипсис» есть детская фотография одного из героев, Токи Вортуза, где он сидит на коленях у Гейси.
- В 14 сезоне 13 серии сериала «Сверхъестественное». Братья Винчестеры убивают призрак Гейси, сжигая коробку его сигар.
- В фильме «Джокер» главный герой выступает со стендапом в заведении с названием «Пого» («Pogo’s»).
- 25 марта 2021 года на стриминговом сервисе Peacock вышел документальный мини-сериал «Джон Уэйн Гейси: Переодетый дьявол».
- Гейси упоминается в 10-й серии мини-сериала «Монстр: История Джеффри Дамера»
- Гейси упоминается в 7-й серии сериала «Декстер: Первородный грех»

### В музыке
- Песня «Pogo the Clown» группы Dog Fashion Disco.
- Песня «Pogo the Clown» группы Radio Werewolf.
- Песня «Pogo the Clown» группы Hubert Kah из альбома TenSongs 1986 года.
- Песня «33 Something» группы Bathory.
- Песня «Gacy’s Lot» группы Macabre.
- Песня «Master of Brutality (John Wayne Gacy)» группы Church of Misery.
- Песня «Suffer Age» группы Fear Factory.
- Песня «Three for Flinching (Revenge of the Porno Clowns)» группы The Dillinger Escape Plan.
- У Стивена Биера, бывшего клавишника группы Marilyn Manson, был псевдоним Madonna Wayne Gacy.
- Песня «John Wayne Gacy, Jr.» Суфьяна Стивенса.
- Песня «To Catch a Killer» группы Gorerotted рассказывает о нескольких серийных убийцах, в том числе и о Джоне Гейси.
- Обложка альбома «When the Kite String Pops» группы Acid Bath — одна из картин Гейси.
- Песня «Serial Killers» группы Cleaning Of Death.
- Песня «God Bless» группы Combichrist.
- Песня «John Wayne Gacy» группы Obszön Geschöpf[англ.].
- Песня «Go-Go, Pogo, Pogo, the Clown» украинской группы 60 Hertz.
- Песня «Butcher The Weak» группы Devourment содержит фрагмент интервью с Джоном Гейси.
- Песня «John Wayne’s Final Draw» металкор-группы Vallon из Бостона.
- Песня «My Bloody JJ» группы Monumentum Damnati.
- Песня «Unaccommodating» американского рэпера Eminem.
- Песня «John Wayne Gacy» группы SKYND.
- Песня группы Mindless Self Indulgence / Panty Shot (1997)
- Песня «Serial Killa» исполнителя Kizaru.
- Обложка альбома «A Killing Tradition» группы The Murder Junkies

### В литературе
- Считается, что Гейси стал прототипом клоуна Пеннивайза и воплощением страха и ужаса в известном романе Стивена Кинга «Оно», хотя сам Кинг отрицал это[20].
- Документальный роман Терри Салливан «Клоун-убийца. Дело маньяка Джона Гейси».
- Также биография Гейси описывалась в книге Криса МакНаба «25 историй серийных убийц».

### В изобразительном искусстве
- Гейси является одним из самых знаменитых тюремных художников. Ожидая приговора в камере смертников, он написал несколько портретов клоунов, к которым всегда был неравнодушен. Эти картины приобретали различные галереи и частные коллекционеры, и они до сих пор выставляются по всему миру и стоят от 195 до 9500 долларов. Некоторые, в том числе родные жертв, покупали эти картины для того, чтобы потом сжечь[21][22].